# Edmund Robek
Edmund Robek (ur. 28 października 1939) – ksiądz pallotyn, doktor habilitowany nauk teologicznych, specjalista w zakresie teologii pastoralnej, duszpasterz i wykładowca na UKSW.

## Życiorys
Święcenia kapłańskie przyjął 16 czerwca 1974 w Ołtarzewie z rąk bp. Władysława Miziołka, po czym został skierowany do pracy duszpastersko-powołaniowej i objął stanowisko wicedyrektora Komisji Duchowej Pomocy Powołaniom przy Konsulcie Wyższych Przełożonych Zakonów Męskich i Żeńskich. W sierpniu 1984 podjął urząd rektora Domu Zarządu Prowincjalnego Stowarzyszenia Apostolstwa Katolickiego w Warszawie przy ul. Skaryszewskiej 12 (pełnił go do 2002).
W latach 1985–2006 był proboszczem parafii pw. świętego Wincentego Pallottiego w Warszawie przy ulicy Skaryszewskiej 12. W 1997 został mianowany ojcem duchownym i wicedziekanem dekanatu grochowskiego.
Podjął wykłady dotyczące działalności charytatywnej Kościoła na Wydziale Nauk Historycznych i Społecznych i na Wydziale Teologicznym Uniwersytetu Kardynała Stefana Wyszyńskiego.
W 2003 uzyskał stopień naukowy doktora na UKSW na podstawie rozprawy pt. pt. Trynitarne Posłannictwo Dzieła Pielgrzymkowego Pallotynów do Ziemi Świętej. Studium dogmatyczno-pastoralne. Habilitował się 15 stycznia 2007.
Jest autorem kilku książek, artykułów naukowych i materiałów publicystycznych.
Za działalność charytatywną (m.in. Wigilia dla bezdomnych na dworcu kolejowym Warszawa Wschodnia) został odznaczony medalem "Zasłużony dla Warszawy" oraz wyróżniony nagrodą Fundacji "Zdążyć z pomocą".
20 listopada 2008 szef Biura Bezpieczeństwa Narodowego Władysław Stasiak wręczył mu nadany przez prezydenta RP Lecha Kaczyńskiego Krzyż Kawalerski Orderu Odrodzenia Polski.

## Wybrane publikacje
- Ja jestem krzewem winnym, wy – latoroślami, Warszawa 2003.
- (wraz z ks. Janem Przybyłowskim) Teologia modlitwy, Warszawa, 2004. ISBN 83-7031-409-0
- (wraz z ks. Janem Przybyłowskim) Modlitwa w religijności katolików polskich, Ząbki 2005. ISBN 83-7031-457-0
- (red.) Sytuacja Kościoła w zjednoczonej Europie. Sympozjum zorganizowane przez Sekcję Teologii Pastoralnej, Warszawa 2005.